# Rimellopsis powisii
Rimellopsis powisii is een slakkensoort uit de familie van de Rostellariidae. De wetenschappelijke naam van de soort is voor het eerst geldig gepubliceerd in 1840 door Petit de la Saussaye.